# Centaurea collina
Centaurea collina é uma espécie de planta com flor pertencente à família Asteraceae. 
A autoridade científica da espécie é L., tendo sido publicada em Sp. Pl. 2: 918. 1753.

## Portugal
Trata-se de uma subespécie presente no território português, nomeadamente em Portugal Continental.
Em termos de naturalidade é nativa da região atrás indicada.

Não se encontra protegida por legislação portuguesa ou da Comunidade Europeia.[carece de fontes?]